# Sarcey, Rhône
Sarcey este o comună în departamentul Rhône din sud-estul Franței. În 2009 avea o populație de 888 de locuitori.

## Evoluția populației
| An        | 1975 | 1982 | 1990 | 1999 | 2006 | 2009 |
| --------- | ---- | ---- | ---- | ---- | ---- | ---- |
| Populație | 450  | 568  | 690  | 784  | 829  | 888  |